# St. Johannis (Bevern)

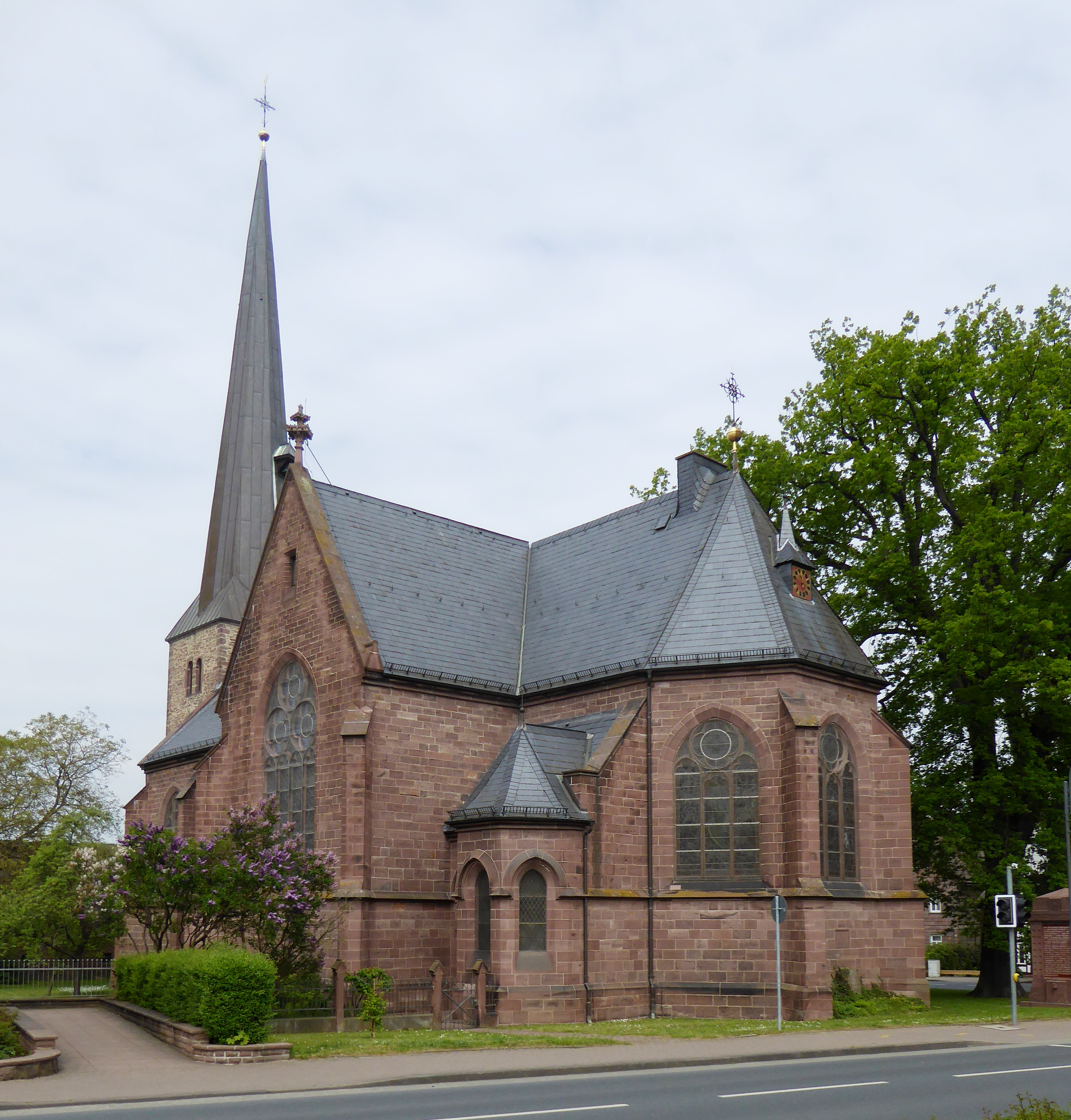
St.-Johannis-Kirche in Bevern

Die evangelisch-lutherische Kirche St. Johannis steht in Bevern, einem Flecken im südniedersächsischen Landkreis Holzminden. Die Kirchengemeinde gehört dem Kirchenkreis Holzminden-Bodenwerder im Sprengel Hildesheim-Göttingen der Evangelisch-lutherischen Landeskirche Hannovers an.

## Geschichte

Alte Kirche vor dem Abbruch (1891)

Der Ort Bevern unterstand im Mittelalter dem Kloster Corvey, eine eigene Pfarrkirche ist in dieser Zeit jedoch nicht belegt. Die gegenüber dem Schloss Bevern stehende Kirche, eine gestreckte flachgedeckte Saalkirche mit gotischen Maßwerkfenstern, wurde im Jahre 1501 durch Bruno von Bevern gegründet und 1506 mit entsprechendem Grundbesitz ausgestattet. In kirchlicher Hinsicht unterstand sie dem Archidiakonat Höxter in der Diözese Paderborn. Als erster Pfarrer wurde Johannes Bodenhagen berufen, der bei Einführung der Reformation anlässlich der Besetzung des Herzogtums Braunschweig-Wolfenbüttel durch den Schmalkaldischen Bund im Jahre 1542 das lutherische Bekenntnis annahm. In den Jahren 1568 bis 1571 erfolgte der Bau des Kirchturms mit seinem achtseitigen Steilhelm, anschließend, 1576, eine Renovierung der Kirche durch Brun-Arndt von Bevern. Statius von Münchhausen, seit 1590 im Besitz von Ort und Schloss Bevern, ließ 1595 die bestehende Kirche durch ein rechteckig schließendes östliches Altarhaus erweitern, in dem er selbst 1633 beigesetzt wurde. 1891 erfolgte der Abbruch dieser Kirche, an deren Stelle unter Einbeziehung des historischen Kirchturms ein Neubau errichtet wurde, der am 19. November 1893 geweiht wurde.

## Architektur
Der nach Plänen des Holzmindener Kreis-Bauinspektors Wilhelm Müller als aufwendiger Sandsteinquaderbau errichtete neugotische Kirchenbau stellt ein im Grundriss kreuzförmiges Bauwerk mit polygonaler Apsis, einem ausladenden Querhaus und einem dreijochigen Hallenlanghaus dar. Der kreuzrippengewölbte Kirchenraum weist in den Seitenschiffen und den Querhausarmen durchlaufende gemauerte Emporen auf. Das in seinen Proportionen ausgewogene Bauwerk folgt in den Gestaltungsformen der Hannoverschen Architekturschule unter Conrad Wilhelm Hase.

## Ausstattung
Die Beverner Johanniskirche hat ihre bauzeitliche Ausstattung der Zeit um 1900 weitgehend bewahrt. Der Altar besitzt ein Retabel mit dem Gekreuzigten im Zentrum, die Kanzel zeigt Darstellungen der vier Evangelisten. Die drei Chorfenster, geschaffen von der Glasmalerei-Anstalt Paul Gerhard Heinersdorff in Berlin, zeigen im Einzelnen die Anbetung der Weisen, den predigenden Jesus sowie die Auferstehung Jesu Christi. Die ursprüngliche ornamentale Ausmalung des Kirchenraums wurde 2004 rekonstruiert.
Aus dem Vorgängerbau übernommen wurde das 1596 vom Bildhauer und Stukkateur Bernhard Klein geschaffene Renaissance-Stuckrelief der Emporenbrüstung mit der Darstellung des Bauherrn der Kirche, Statius von Münchhausen, das 1891 in das Herzog Anton Ulrich-Museum in Braunschweig übertragen und 1957 wieder auf der nördlichen Empore in der Beverner Kirche aufgestellt wurde.  Seine ursprünglich über der Gruft, mittig vor den Stufen zum Altarraum, gelegene Grabplatte von 1633 mit ganzfiguriger Reliefdarstellung des Verstorbenen ist heute im Altarraum hinter der Kanzeltreppe, ihr gegenüber die Grabplatte seiner Gattin Dorothea von Bothmer aufgestellt.
Als eine kulturhistorische Besonderheit besitzt die Beverner Johanniskirche eine Schlagglocke der Zeit um 1350.

### Orgel
Der Vorgängerbau der heutigen Kirche hatte 1867 eine neue Orgel des Orgelbauers Balthasar Conrad Euler erhalten, die 1893 in den neuen Kirchenbau übertragen und dabei mit einem neugotischen Prospekt versehen wurde. 1948 erfolgte durch Emil Hammer Orgelbau ein Umbau der Orgel, die seither 17 Register, verteilt auf zwei Manuale und Pedal, aufweist. 1969 und 1992 führte die Firma Albrecht Frerichs (Göttingen) weitere Umbauten durch.